# Río Salado (norte de Argentina)
El río Salado, río Salado del Norte (para diferenciarlo del río Salado del Sur), río Juramento o Pasaje es un importante curso fluvial del centro norte de Argentina, perteneciente al complejo hídrico de la cuenca del Plata. Tiene una longitud de 2210 km (con sus fuentes, 2355 km), y drena una amplia cuenca de 124 199 km².

## Geografía